# Méthylhexanamine
La méthylhexanamine (également connue sous le nom de méthylhexamine, 1,3-diméthylamylamine, 1,3-DMAA, diméthylamylamine et DMAA ; noms commerciaux Forthane et Géranamine) est un médicament sympathomimétique indirect inventé et développé par Eli Lilly and Company et commercialisé depuis 1948 comme décongestionnant nasal inhalé jusqu'à ce qu'il soit volontairement retiré du marché dans les années 1970.
La méthylhexanamine figure sur la liste des produits dopants de l'Agence mondiale antidopage depuis 2010.    

## Utilisations
La DMAA a été largement utilisée dans les compléments alimentaires pour sportifs vendus aux États-Unis. Vendue sous les noms DMMA, « méthylhexanamine », voire « extrait de géranium », la DMAA était souvent présentée comme un stimulant « naturel », bien qu'il n'existe aucune donnée scientifique fiable indiquant que la DMAA existe à l'état naturel dans les plantes. On lui prêtait de nombreuses propriétés, notamment l'aide à la gain de masse musculaire, l'amélioration des performances athlétiques ou l'aide à la perte de poids. Bien que la DMAA ait été approuvée à une époque comme médicament pour la décongestion nasale, aucun usage médical de la DMAA n'est reconnu aujourd'hui. La DMAA a été retirée du marché à partir de 2012 aux États-Unis, et son usage comme complément alimentaire est désormais illégal.

## Risques
La DMAA, en particulier associée à d'autres stimulants, par exemple de la caféine, peut présenter un risque pour le consommateur. La prise de DMAA resserre les vaisseaux sanguins et les artères, ce qui peut faire monter la pression sanguine et entraîner des problèmes cardiovasculaires tels que l'essoufflement, l'arythmie, le resserrement de la poitrine voire la crise cardiaque, ainsi que des convulsions et autres troubles neurologiques et psychologiques.

## Voir également
- 1,3-diméthylbutylamine
- Benzédrine
- Cyclopentamine
- Lévométhamphétamine
- Pseudoéphédrine
- Mattias Skjelmose